# Microcosmodes elegans
Microcosmodes elegans is een keversoort uit de familie van de loopkevers (Carabidae). De wetenschappelijke naam van de soort is voor het eerst geldig gepubliceerd als Microcosmus elegans in 1922 door Barker.